# Hydata
Hydata is een geslacht van vlinders van de familie spanners (Geometridae), uit de onderfamilie Geometrinae.

## Soorten
- H. alada Dognin, 1898
- H. diaphana Warren, 1904
- H. elegans Bastelberger, 1911
- H. felderi Schaus, 1901
- H. insatisfacta Herbulot, 1988
- H. metaloba Prout, 1933
- H. notula Dognin, 1923
- H. opella Dognin, 1923
- H. oxytona Prout, 1933
- H. radiata Warren, 1909
- H. satisfacta Walker, 1861
- H. scripturata Warren, 1909
- H. subfenestraria Walker, 1863
- H. translucidaria Herrich-Schäffer, 1855